# Копотяги
Копотяги — река в России, протекает в Верхошижемском районе Кировской области. Устье реки находится в 40 км по левому берегу реки Ивкина. Длина реки составляет 22 км.
Исток реки в холмах Вятского Увала в 3 км юго-восточнее села Пунгино Пунгинское сельское поселение и в 12 км к северо-востоку от посёлка Верхошижемье. Река течёт на восток, протекает несколько нежилых деревень. Впадает в Ивкину у деревни Сырда (центр Сырдинского сельского поселения), где на реке плотина и запруда.

## Данные водного реестра
По данным государственного водного реестра России относится к Камскому бассейновому округу, водохозяйственный участок реки — Вятка от города Киров до города Котельнич, речной подбассейн реки — Вятка. Речной бассейн реки — Кама.
Код объекта в государственном водном реестре — 10010300312111100034716.